# Alga (cráter)
Alga es un cráter de impacto del planeta Marte situado a 24.6° Sur y 26.7° Oeste (-24.4° Sur y 333.3° Este). El impacto causó una abertura de 19.2 kilómetros de diámetro en la superficie del cuadrángulo MC-19 del planeta. El nombre fue aprobado en 1976 por la Unión Astronómica Internacional en honor a la localidad de Alga (Kazajistán).